# Éliézer et Rébecca
Pour les articles homonymes, voir Éliézer.
Éliézer et Rébecca appelé aussi Éliézer remet les présents d'Abraham à Rébecca  est un tableau peint vers 1648-1649 par Nicolas Poussin. Il est conservé au musée du Louvre à Paris, France.

## Historique de l'œuvre

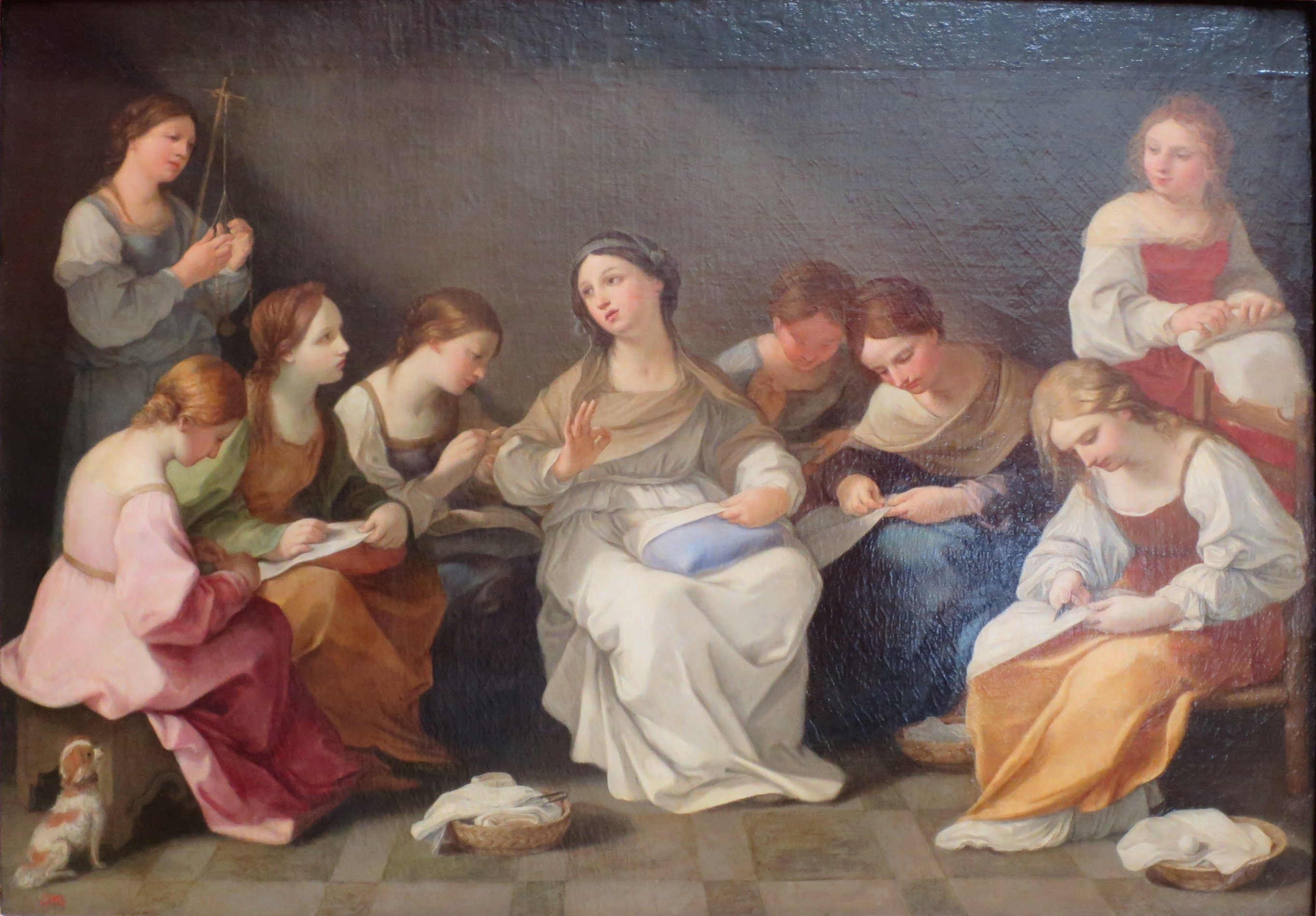
Guido Reni, La Vierge cousant entre ses compagnes, musée de l'Ermitage.

Le tableau est commandé par Jean Pointel, un marchand de soie et banquier parisien, grand amateur de peintures et de celles de Poussin en particulier. Il aurait été peint entre 1647 et 1649 selon le biographe de Poussin André Félibien, alors que ce dernier se trouve à Rome. Pointel aurait commandé un tableau inspiré de celui de Guido Reni, La Vierge cousant entre ses compagnes (musée de l'Ermitage), alors récemment acquis par le cardinal Mazarin, et aurait demandé à Poussin de lui faire « un tableau rempli comme celuy-là de plusieurs filles, dans lesquelles on pust remarquer differentes beautez ». Dès l'arrivée du tableau à Paris, il rencontre un vif succès. Félibien rapporte : « vous et moi allâmes le voir avec une dame de notre connaissance qui en fut si charmée qu'elle offrit au sieur Pointel de lui en donner tout ce qu'il voudrait. Mais il avait tant de passion pour les ouvrages de son ami que bien loin de les vendre, il n'aurait pas voulu s'en priver seulement pour un seul jour ».
En 1660, à la mort de Pointel, il possède 21 toiles de Poussin dont le présent tableau, estimé 1 200 livres, selon l'inventaire après décès dressé par le peintre Philippe de Champaigne. Il est probablement acquis l'année suivante par le duc de Richelieu à l'occasion de la dispersion de la collection Pointel. Il est acquis par le roi avec douze autres tableaux de Poussin en décembre 1665 (dont Les Saisons) et reste dès lors au sein des collections royales.
Le 7 janvier 1668, le tableau fait l'objet d'une conférence du même Philippe de Champaigne devant l'Académie royale de peinture et de sculpture, alors qu'il est conservé dans le cabinet de peinture du roi au palais du Louvre. En 1695, il est mentionné dans le cabinet du billard du Petit Appartement du roi au château de Versailles. C'est probablement à cette occasion que le tableau est rogné sur les côtés pour être adapté aux lambris de la pièce, disposé en pendant de Moïse sauvé des eaux (musée du Louvre). Il est encore inventorié sur place en 1703 mais déplacé dans la réserve des tableaux située dans l'hôtel de la surintendance des bâtiments du roi en 1706. En 1719, il est mentionné à Paris, alors que Louis XV s'est installé dans la ville. Il est de retour à Versailles, dans la réserve des tableaux en 1760 et ce jusqu'en 1792. Il est alors rapatrié à Paris et exposé au muséum français à son ouverture en 1793 dans le palais du Louvre. Il est encore exposé à la réouverture de le Grande Galerie du Louvre en 1799.

## Description

### Sujet
Le sujet est tiré du Livre de la Genèse (24, 15-27) : Éliézer de Damas, serviteur d'Abraham est envoyé par ce dernier à la recherche d'une épouse pour son fils Isaac. Il est envoyé à Nahor, en Chaldée et demande sur place l'aide de Dieu pour choisir l'épouse. Il décide de choisir celle qui lui offrira à boire à lui et à ses chameaux. En échange, il offre à Rébecca les bijoux donnés par Abraham : deux bracelets et une bague, accompagnés de la lettre de demande en mariage. Poussin décide de représenter dans son tableau cette dernière scène, choix rare car généralement les artistes choisissent la scène précédente, où Éliézer boit à la source de Rébecca. Il décide par ailleurs de ne pas représenter les chameaux, alors qu'ils figurent toujours traditionnellement dans les peintures représentant ce sujet, ce qui sera le principal sujet discuté au cours des débats de l'Académie autour de ce tableau.

### Analyse
Le tableau, sous couvert de l'histoire du peuple juif, est une préfiguration de l'histoire chrétienne. La rencontre entre Éliézer et Rébecca annonce ainsi l'Annonciation de l'archange Gabriel à la Vierge Marie. Rébecca porte une robe bleue, couleur de la Vierge, elle pose sa main droite sur son cœur, signe d'acceptation, comme la Vierge dans l'iconographie traditionnelle de l'Annonciation. La symbolique de l'eau, avec les présences du puits et des nombreuses cruches est aussi une allusion à la mère du Christ, qui, pour les théologiens de l'époque de Poussin, peut être assimilée à une fontaine ou à un « puits intarissable des eaux vives de la grâce » pour les Chrétiens selon Jean-Pierre Camus. 
Les douze compagnes de Rébecca pourraient aussi rappeler la symbolique des douze étoiles de la couronne de la Vierge. Chacune d'entre elles a une expression différente vis-à-vis de la scène qui se déroule sous ses yeux : elles vont de l'indifférence à l'envie, de l'émerveillement à la surprise, voire la jalousie. Seule une des compagnes, tenant la cruche sur la tête, tourne son regard vers le spectateur.

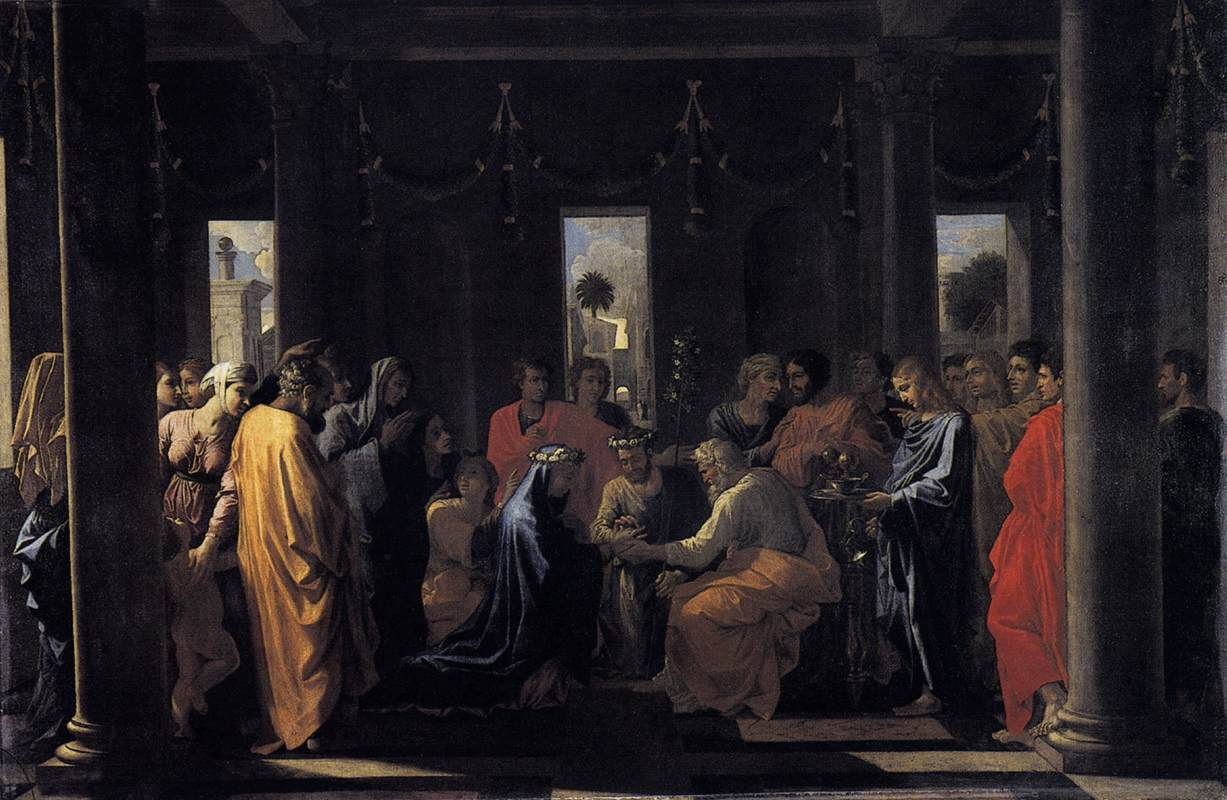
Le Mariage, seconde série des Sept Sacrements, vers 1647-1648.

Le second thème du tableau est le rappel de l'iconographie du mariage : le don de l'anneau est explicite sur ce sujet. Poussin a traité ce sujet l'année précédant la réalisation de ce tableau dans la dernière toile de la série des Sept Sacrements peinte pour Paul Fréart de Chantelou, justement consacrée au mariage. De nombreux théologiens font de Rébecca l'épouse idéale, chaste et vertueuse. Les bijoux offerts par Éliézer symbolisent les vertus de la foi et de la charité.
Enfin, un autre élément symbolique fort de l'œuvre réside dans le pilier surmonté d'une boule qui domine la scène. Il s'agirait d'une représentation de la Fortune et de la Providence, l'œil de Dieu symbolisé par la boule conjuguée à la Vertu que représente la colonne. La rencontre entre Éliézer et Rébecca est l'un des grands moments de la Bible au cours desquels se manifeste la volonté divine.

## Œuvres en rapport
Poussin a représenté à deux autres occasions Éliézer et Rébecca, mais cette fois-ci dans l'épisode où Rébecca étanche la soif d'Éliézer. Le premier provient de la collection de Cassiano dal Pozzo et a été peint vers 1626 (ancienne collection Denis Mahon, actuellement coll. part.). Le second a été peint vers 1660-1662 et a appartenu à Anthony Blunt (actuellement Fitzwilliam Museum). Il existe par ailleurs de nombreuses copies du tableau, dont deux copies partielles de la main de Jean-Auguste-Dominique Ingres, conservées au musée des beaux-arts de Marseille et au musée Ingres de Montauban.

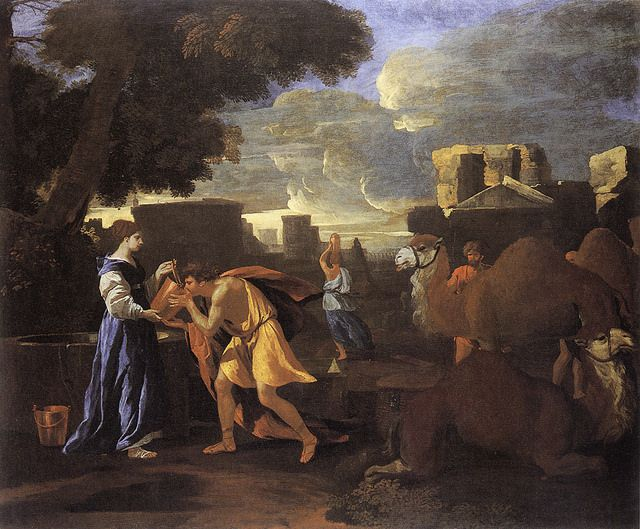
Version dans une collection privée.
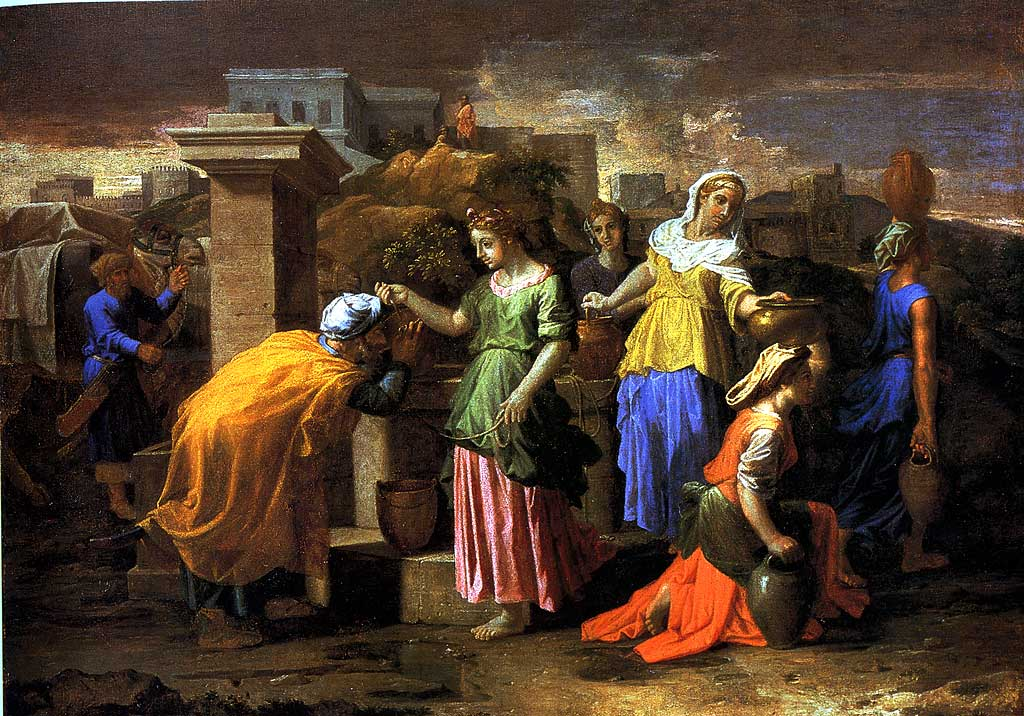
Version du Fitzwilliam Museum.

À l'époque contemporaine, le tableau a aussi inspiré Pablo Picasso pour son tableau Trois Femmes à la fontaine (Museum of Modern Art, New York). 